# Milan Železnik
Milan Železnik, slovenski umetnostni zgodovinar in konservator, * 27. februar 1929, Ljubljana, † 31. maj 1987, Ljubljana.

## Življenje in delo
Oče Milana Železnika je bil slikar Peter, mati pa je bila Marija (roj. Peternel).
Železnik je leta 1947 maturiral na I. državni gimnaziji v Ljubljani in na Filozofski fakulteti v Ljubljani študiral umetnostno zgodovino. Po diplomi, leta 1953, se je zaposlil kot restavrator-pripravnik na Republiškem zavodu za spomeniško varstvo in oktobra 1962 prešel na novoustanovljeni Zavod za spomeniško varstvo v Ljubljani, kjer je delal do smrti. Sodeloval je v Konservatorskem društvu in v mednarodni sekciji ICOMOS (International Council for Monuments and Sites). Na oddelku za umetnostno zgodovino FF v Ljubljani je več let predaval restavratorske tehnike. Pri obravnavanju spomenikov je bil teoretično in praktično dosleden, predstaviti jih je želel v vsej njihovi zgodovinski izvirnosti. Dosežki njegovih konservatorskih prizadevanj so vidni v obnovi Škofje Loke, Stične, Gradu Bogenšperk in drugod. Veliko pozornost je vsa leta posvečal študijam zlatih oltarjev in zgodovini 17. stoletja. Kot konservatorski svetnik je svoje znanje prenašal tudi na mlajše generacije konservatorjev. Z ženo Marijo Železnik, ki je bila kustosinja v Mestnem muzeju Ljubljana sta leta 1971 pripravila izjemno razstavo okrasnem jedkanem steklu v Ljubljani, za katero je fotografinja Carmen Narobe (SAZU) pripravila blizu 200 terenskih posnetkov historicističnih in secesijskih jedkanih stekel. Ob razstavi je Aleksander Čolnik (RTV SLO) posnel kratko oddajo. ("Oddaja o okrasnih jedkanih šipah iz leta 1971" je objavljena na Youtubeu) 
```
[
1
]
```